# Nahara
Nahara là một chi bướm đêm thuộc họ Erebidae.